# Svenska mästerskapet i fotboll 1900
Svenska mästerskapet i fotboll 1900 vanns av AIK vann mot Örgryte IS med 1-0 i finalmatchen på Lindarängen i Stockholm den 29 juli 1900. För första gången vanns SM inte av Örgryte IS, som förlorade i sin femte raka final efter fyra inledande guld. Detta var AIK:s första SM-guld i deras andra final.

## Final
|             | 29 juli 1900 | AIK         | 1 – 0           | Örgryte IS | Lindarängen                                                   |                                                               |
| 18:30 UTC+1 | 18:30 UTC+1  | Franzén 51′ | (0 – 0) Rapport |            | Stockholm Publik: 200 Domare: Wilhelm Lilliesköld (Stockholm) | Stockholm Publik: 200 Domare: Wilhelm Lilliesköld (Stockholm) |
| 18:30 UTC+1 | 18:30 UTC+1  |             |                 |            | Stockholm Publik: 200 Domare: Wilhelm Lilliesköld (Stockholm) | Stockholm Publik: 200 Domare: Wilhelm Lilliesköld (Stockholm) |
| 18:30 UTC+1 | 18:30 UTC+1  |             |                 |            | Stockholm Publik: 200 Domare: Wilhelm Lilliesköld (Stockholm) | Stockholm Publik: 200 Domare: Wilhelm Lilliesköld (Stockholm) |